# Sergio Canavero
Sergio Canavero (nascido em 1964) é um neurocirurgião e escritor italiano que chamou a atenção do mundo ao anunciar, no início do ano de 2015, que estaria disponível para realizar o primeiro transplante de cabeça bem-sucedido em humanos no ano de 2017. Valery Spiridinov, um russo de 32 anos, diagnosticado com a Doença de Werdnig-Hoffmann (um tipo de atrofia muscular espinhal do tipo I), que não possui cura e rapidamente declina sua saúde, se voluntariou a servir sua própria cabeça para os estudos de Canavero, que de acordo com o jornal The Independent, seria realizado e patenteado por um hospital chinês no mês de dezembro de 2017.
As controvérsias diante do anúncio do experimento foram de grande repercussão na mídia de médicos, sendo que a maioria reprovou veementemente a atitude de Canavero.